# Missione Mercurio
Missione Mercurio (Collision Earth) è un film per la televisione canadese del 2011 diretto da Paul Ziller.

## Trama
In breve tempo il sole si trasforma in un magnetar, divenendo così una stella di neutroni dall'enorme campo magnetico. Le sue onde elettromagnetiche mandano fuori orbita il pianeta Mercurio e una navicella spaziale impegnata in un giro di esplorazione. Quando si scopre che Mercurio entra in rotta di collisione con la Terra, uno scienziato caduto in disgrazia proverà ad usare il suo Project 7, un sistema di difesa miseramente fallito, per tentare di evitare una catastrofe apocalittica.